# Cryptotomus
Cryptotomus is een monotypisch geslacht van straalvinnige vissen uit de familie van papegaaivissen (Scaridae). Het geslacht is voor het eerst wetenschappelijk beschreven in 1870 door Cope.

## Soort
- Cryptotomus roseus Cope, 1871